# دائرةالمعارف زیدلر

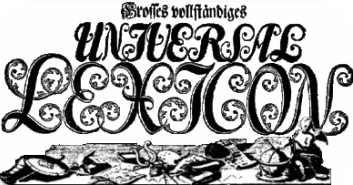
نمایی از نشان‌وارهٔ رسمی دائرةالمعارف زیدلر

دائرةالمعارف زیدلر (به آلمانی: Grosses vollständiges Universal-Lexicon Aller Wissenschafften und Künste) بزرگترین دائرةالمعارف آلمانی است که در قرن ۱۸ نوشته شده‌است.

## نویسنده
نویسنده این دایره االمعارف یوهان هاینریش زیدلر آلمانی (زاده ۱۷۰۶ میلادی- درگذشته ۱۷۵۱ میلادی) است.

## زمان نگارش
زیدلر تالیفات دیگری نیز داشت ولی مهمترین تالیفش همین دانشنامه است که آن را در سال ۱۷۳۱م نوشت و اتمام آن در ۱۷۵۴م بود.
دائرةالمعارف وی گسترده‌ترین دانشنامه قرن ۱۸ آلمان است.